# Alicia Silverstone
Alicia Silverstone (udtales /əˈliːsiə ˈsɪlvɚstoʊn/; født den 4. oktober 1976) er en amerikansk skuespiller, forfatter og tidligere tøjmodel. Hun blev verdenskendt efter sin medvirken i flere af Aerosmiths musikvideoer og Hollywood-filmroller i film som Clueless og Batman & Robin.

## Biografi

### Opvækst
Silverstone blev født i San Francisco, Californien, som datter af Deirdre "Didi" (pigenavn Radford), en skotsk-født og tidligere stewardesse, som arbejdede for Pan Am, og Monty Silverstone; en engelsk-født ejendomsinvestor. Silverstone blev opdraget i en "traditionel jødisk husholdning", hendes far, som er fra East London, er jødisk og hendes mor konverterede til konservativ jødedom før hendes ægteskab. Silverstone er den yngste af 3 børn, og har også en halvsøster, den engelske rockmusik-sanger, Kezi Silverstone, og en halvbror, David Silverstone, begge fra hendes fars tidligere ægteskab. Silverstone gik på Crocker Middle School og bagefter San Mateo High School, hvor hun dog ikke fuldendte sine studier. Da hun var 6 år gammel, begyndte hun så småt som model i fjernsynsreklamer, hvor den første var for Domino's Pizza. Hun fik både model – og reklamearbejde efterfølgende og fik en rolle i filmen The Wonder Years som "dreamgirl".

## Karriere

### 1990'erne
Silverstone fik sin filmdebut, da hun fik den kvindelige hovedrolle i filmen The Crush fra 1993, hvori hun spiller en ung teenager, som forelsker sig en i en lidt ældre mand, men da han ikke gengælder hendes følelser, beslutter hun sig for at ruinere ham. Hun vandt to MTV Awards i 1994 for denne film: "Best Breakthrough Performance" og "Best Villain". Silverstone fik, i en alder af 15, lov til at arbejde mere end faktisk lovligt for skuespillere på hendes alder, så filmen kunne nå at blive inden for dens tidsplan. Efter at have set hende i The Crush besluttede Marty Callner, at hun ville være perfekt til at medvirke i den musikvideo, han var ved at instruere for bandet Aerosmiths (Cryin'), og bagefter også: Amazing og Crazy fra samme band. Dette samarbejde blev en kæmpe succes for både bandet og Silverstone, som blev et kendt navn (men som også gav hende navnet "The Aerosmith chick"). Hun blev også bemærket af filmskaberen Amy Heckerling, som efter at have set hende i musikvideoerne, fik hende til castet til Clueless.
Clueless blev ikke speciel succesfuld og fik en del kritik i sommeren 1995. Silverstones præsentation blev dog velmodtaget og hun blev stemplet som talskvinde for en ny spirende generation af mennesker. Resultatet af dette blev en kontrakt på $10 mio. sammen med Columbia-TriStar skrevet. Som en del af pakken, fik hun også en 3-årig first-look deal for hendes eget produktionsfirma, First Kiss Productions. Silverstone vandt "Best Female Performance" og "Most Desirable Female" hos MTV Movie Awards i 1996 for hendes præsentation i filmen Clueless.
Silverstones næste rolle var som Batgirl i filmen Batman & Robin, som hverken blev stærkt kritiseret eller en økonomisk succes. Silverstone vandt en Razzie Award for "Worst Supporting Actress". Hun fik yderligere dårlig omtale efter at hun grangiveligt skulle have kørt en fodgænger (som gik på et fodgængerfelt) ned med sin bil. Hun har også medvirket i den sorte humor-film Excess Baggage, som var den første film, der blev udgivet af hendes eget produktionsfirma. I filmen spiller Silverstone en rig og forkælet, som istandsætter sin egen kidnapning, i håb om at få sin fars opmærksomhed. Filmen blev ikke så kritiseret som Batman & Robin, og den var ikke så kritisk eller kommerciel som Clueless.

### 2000'erne
Silverstone medvirkede i Kenneth Branaghs filmfortolkning af Shakespeares kærlighedstykke Love's Labour's Lost i 2000, i hvilken hun både synger og danser. I 2001 lagde Silverstone stemme til hovedpersonen Sally, i den engelske udgave af tegneserien Braceface. Efter at have holdt lav profil i en årrække, dukkede hun op igen i 2003 i NBCs tv-show, Miss Match, som blev lukket ned igen efter 18 episoder. Silverstone har senere udtalt, at hun hader berømmelse. Ifølge Silverstone, "Berømmelse er noget, jeg ønsker for nogen. Du begynder at spille skuespil, fordi du elsker det. Når så succesen kommer, er du pludselig bare på".
Efter at Miss Match blev lukket ned i 2003, lavede hun en pilotepisode sammen med FOX kaldet Queen B, hvor hun skulle spille en tidligere high school baldronning kaldet Beatrice (Bea), som finder ud af at den virkelige verden slet ikke er som i high school. I 2005 spillede hun overfor Queen Latifa i Beauty Shop, en spin-off-serie til Barbershop-filmene. Hun spillede en af stylisterne i skønhedssalonen. Samme år spillede hun en reporter over for Sarah Michelle Gellar og Freddie Prinze Jr i Scooby Doo 2 - Uhyrerne er løs. I pilot-sæsonen i 2006-2007, medvirkede hun som pilot, som var udviklet af ABC kaldet Pink Collar, i hvilken hun skulle have arbejdet i et advokatfirma. Silverstone nyeste film er Stormbreaker, som have premiere i Storbritannien i 21. juli 2006 og i Nordamerika den 13. oktober 2006. Hun medvirker overfor Ewan McGregor og Sophie Okonedo. I november 2006, medvirkede hun i tv-filmen Candles on Bay Street lavet af Hallmark Hall of Fame, baseret på bogen af Cathie Pelletier. Hun har også medvirket i The Singles Table, som ikke blev et hit. Hun er i øjeblikket i gang med et optage et pilotafsnit af Bad Mother's Handbook overfor Megan Mullally.

## Privat
Silverstone har datet flere store stjerner som Leonardo DiCaprio, Benicio del Toro og Adam Sandler.
Silverstone giftede sig med sin kæreste-igennem-længere-tid, rockmusikeren Christopher Jarecki (forsanger i bandet S.T.U.N.) ved en strandceremoni ved Lake Tahoe dem 11. juni 2005. De havde datet hinanden igennem de tidligere 8 år, efter at de mødte hinanden udenfor en biograf i 1997. De blev forlovet cirka et år, før de blev gift og Silverstones forlovelsesring har tilhørt Jareckis bedstemor. Parret bor i et miljøvenligt hus i Los Angeles, Californien. Hun købte huset og delte det med "forladte, men frelste hunde", i 1996. Silverstone kører rundt i en Mercedes Benz. Hun ses ofte sammen med sin veninde KJ Stevens.
Hun blev veganer som 21-årig.

## Priser og nomineringer
| År   | Resultat  | Pris                            | Kategori                                                                  | Medie          |
| ---- | --------- | ------------------------------- | ------------------------------------------------------------------------- | -------------- |
| 1996 | Vandt     | American Comedy Awards          | Funniest Actress in a Motion Picture (Leading Role)                       | Clueless       |
| 1998 | Nomineret | Blockbuster Entertainment Award | Favorite Supporting Actress - Sci-Fi                                      | Batman & Robin |
| 1996 | Vandt     | Blockbuster Entertainment Award | Best Female Newcomer                                                      | Clueless       |
| 2002 | Nomineret | Daytime Emmy Awards             | Outstanding Performer in an Animated Program                              | Braceface      |
| 2004 | Vandt     | Genesis Awards                  | Children's TV Series (delte den)                                          | Braceface      |
| 2004 | Nomineret | Golden Globe Awards             | Best Performance by an Actress in a Television Series - Musical or Comedy | Miss Match     |
| 1996 | Nomineret | Kids' Choice Awards             | Favorite Film Actress- Blimp Award                                        | Clueless       |
| 1998 | Vandt     | Kids' Choice Awards             | Favorite Movie Actress                                                    | Batman & Robin |
| 1996 | Vandt     | MTV Movie Awards                | Best Female Performance                                                   | Clueless       |
| 1996 | Vandt     | MTV Movie Awards                | Most Desirable Female                                                     | Clueless       |
| 1996 | Nomineret | MTV Movie Awards                | Best Comedic Performance                                                  | Clueless       |
| 1994 | Vandt     | MTV Movie Awards                | Best Villain                                                              | The Crush      |
| 1994 | Vandt     | MTV Movie Awards                | Best Breakthrough Performance                                             | The Crush      |
| 1994 | Nomineret | MTV Movie Awards                | Most Desirable Female                                                     | The Crush      |
| 1995 | Vandt     | National Board of Review        | Best Breakthrough Performer                                               | Clueless       |
| 1998 | Vandt     | Golden Raspberry Award          | Worst Film Actress                                                        | Batman & Robin |
| 1998 | Nomineret | Golden Raspberry Award          | Worst Film Actress                                                        | Excess Baggage |
| 2004 | Nomineret | Satellite Awards                | Best Female Actress                                                       | Miss Match     |
| 1996 | Nomineret | Young Artist Awards             | Best Young Leading Actress - Feature Film                                 | Clueless       |
| 1994 | Nomineret | Young Artist Awards             | Best Young Leading Actress - Drama                                        | The Crush      |
| 2004 | Vandt     | Young Hollywood Awards          | Hottest Coolest Young Veteran                                             |                |

## Filmografi
| År         | Titel                                     | Rolle                   | Bemærkninger                                                               |
| ---------- | ----------------------------------------- | ----------------------- | -------------------------------------------------------------------------- |
| 1992       | Mine glade 60'ere (eng: The Wonder Years) | Jessica                 | Tv-serie (en episode)                                                      |
| 1993       | The Crush                                 | Adrian/Darian Forrester |                                                                            |
| 1993       | Aerosmith: Cryin'                         |                         | Musikvideo                                                                 |
| 1993       | Aerosmith: Amazing                        |                         | Musikvideo                                                                 |
| 1993       | Torch Song                                | Delphine                | Tv-film                                                                    |
| 1993       | Scattered Dreams                          | Phyllis Messenger       | Tv-film                                                                    |
| 1994       | Aerosmith: Crazy                          |                         | Musikvideo                                                                 |
| 1994       | Rebel Highway                             | Roslyn                  | Tv-serie (1 episode)                                                       |
| 1994       | Cool and the Crazy                        | Roslyn                  | Tv-film                                                                    |
| 1994       | New World                                 | Trudy Wadd              |                                                                            |
| 1994       | Hideaway                                  | Regina Harrison         |                                                                            |
| 1994       | Clueless                                  | Cher Horowitz           |                                                                            |
| 1994       | The Babysitter                            | Jennifer                |                                                                            |
| 1996       | True Crime                                | Mary Giordano           | Direkte-til-video                                                          |
| 1997       | Batman & Robin                            | Batgirl/Barbara Wilson  |                                                                            |
| 1997       | Excess Baggage                            | Emily Hope              | Også ukrediteret producer                                                  |
| 1998       | Junket Whore                              | Sig selv                | Dokumentar                                                                 |
| 1999       | BlBlast from the Past                     | Eve Rustikoff           |                                                                            |
| 2000       | Love's Labour's Lost                      | The Princess of France  | Hendes favorit film                                                        |
| 2001- 2005 | Braceface                                 | Sharon Spitz (stemme)   | Tv-tegneserie Også executive producer Lagde stemme til den engelske udgave |
| 2002       | Global Heresy                             | Natalie Bevin           |                                                                            |
| 2003- 2005 | Miss Match                                | Kate Fox                | Tv-serie                                                                   |
| 2003       | Scorched                                  | Sheila Rio              |                                                                            |
| 2004       | Scooby Doo 2: Monsters Unleashed          | Heather Jasper-Howe     |                                                                            |
| 2005       | Queen B                                   | Beatrice 'Bea'          | TV-pilot co-executive producer                                             |
| 2005       | Beauty Shop                               | Lynn                    |                                                                            |
| 2005       | Silence Becomes You                       | Violet                  |                                                                            |
| 2006       | Pink Collar                               | Hayden                  | Pilot afsnit                                                               |
| 2006       | Stormbreaker                              | Jack Starbright         |                                                                            |
| 2006       | Candles on Bay Street                     | Dee Dee                 | Tv-film                                                                    |
| 2007       | The Singles Table                         | Georgia                 | Tv-serie                                                                   |
| 2008       | Bad Mother's Handbook                     |                         | Tv-serie                                                                   |

## Teaterstykker
| År   | Titel           | Rolle           | Instruktør og forfatter                            | Sted                                     |
| ---- | --------------- | --------------- | -------------------------------------------------- | ---------------------------------------- |
| 1993 | Carol's Eve     | Debbie          | Pauline Lepor (forfatter)                          | Met Theater, Hollywood, Californien, USA |
| 2002 | The Graduate    | Elaine Robinson | Terry Johnson                                      |                                          |
| 2006 | Boston Marriage | Catherine       | David Mamet                                        | Geffen Playhouse, Los Angeles            |
| 2007 | Speed-the-Plow  | Karen           | David Mamet (forfatter) Randall Arney (instruktør) | Geffen Playhouse, Los Angeles            |